# تلما برومفیلد دان
تِلما فلورنوی برومفیلد دان (انگلیسی: Thelma Flournoy Brumfield Dunn؛ ۶ فوریهٔ ۱۹۰۰ – ۳۱ دسامبر ۱۹۹۲) پژوهشگر پزشکی اهل ایالات متحده بود که پژوهش‌هایش بر روی موش‌ها منجر به پیشرفت‌های قابل توجهی در تحقیقات سرطان انسان شد.

## اوایل زندگی
تلما فلورنوی برومفیلد در رنان، ویرجینیا زاده شد؛ پدرش ویلیام اندرو برومفیلد و مادرش افی فلورنوی تورنتون برومفیلد بودند. پدرش پزشک و افسر بهداشت کالج بود.

## تحصیل
برومفیلد در مدارس دولتی ریچموند و لینچبورگ تحصیل کرد. او سپس به دانشگاه کرنل رفت، به‌مدت یک سال به کالج وستهمپتون منتقل شد، و پس از آن به دانشگاه کرنل بازگشت و در آنجا جایزه گیلفورد را برای برتری در نثر انگلیسی، برای مقاله‌ای با عنوان «تنباکوی ویرجینیا» دریافت کرد. در همان سال، او موفق به کسب مدرک AB ممتاز در رشتهٔ حشره‌شناسی شد. او در سال ۱۹۲۶ مدرک پزشکی خود را از دانشکده پزشکی دانشگاه ویرجینیا اخذ کرد و سپس دورهٔ کارآموزی را در بیمارستان بلویو آغاز کرد.

## پژوهش‌های پزشکی
دان در سال ۱۹۴۲ به عضویت مؤسسه ملی سرطان درآمد و از سال ۱۹۴۷ تا زمان بازنشستگی در سال ۱۹۷۰ به‌عنوان آسیب‌شناس کارکنان در این مؤسسه ماند. او رئیس بخش القای سرطان و بیماری‌زایی دپارتمان پاتولوژی بود.
تلاش‌های دان مربوط به منشأ و توسعهٔ سرطان در موش‌های آزمایشگاهی بود. او روش‌هایی را برای القای تومورهای بدخیم در معده و رودهٔ حیوانات آزمایشی توسعه داد و رفتار سلول‌های سرطانی حاصل از آن را مورد مطالعه قرار داد. دان به عنوان «بانوی اول تحقیقات سرطان» شناخته می‌شود. به گفتهٔ هارولد ال. استوارت از مؤسسه ملی سرطان، کمک‌های مهم دان در زمینهٔ تحقیقات سرطان شامل مطالعات او در مورد تومورهای پستانی، سارکوم سلول‌های شبکه‌ای، لوسمی، تومورهای پلاسماسل، تومورهای ماست سل، تومورهای سلول دانه‌ای، سرطان دهانهٔ رحم و تومور شایع کبدی موش است. استوارت همچنین به اکتشافات دان در زمینهٔ تومورهای پلاسمای سلولی ترشح‌کنندهٔ پروتئین، که از ناحیه ایلئوسکال موش‌ها منشأ می‌گیرند، اشاره می‌کند؛ یافته‌ای که آغازگر برنامه‌ای از تحقیقات حیوانی بود که منجر به درک بهتری از مرگ و میر ناشی از سرطان در انسان شد. او خطوطی از تومور ماست سل قابل پیوند موش را ایجاد کرد که اکنون به عنوان «سلول‌های دان» شناخته می‌شود و به‌طور گسترده‌ای در مطالعات آزمایشگاهی مورد استفاده قرار می‌گیرد.

## جوایز و تقدیرنامه‌ها

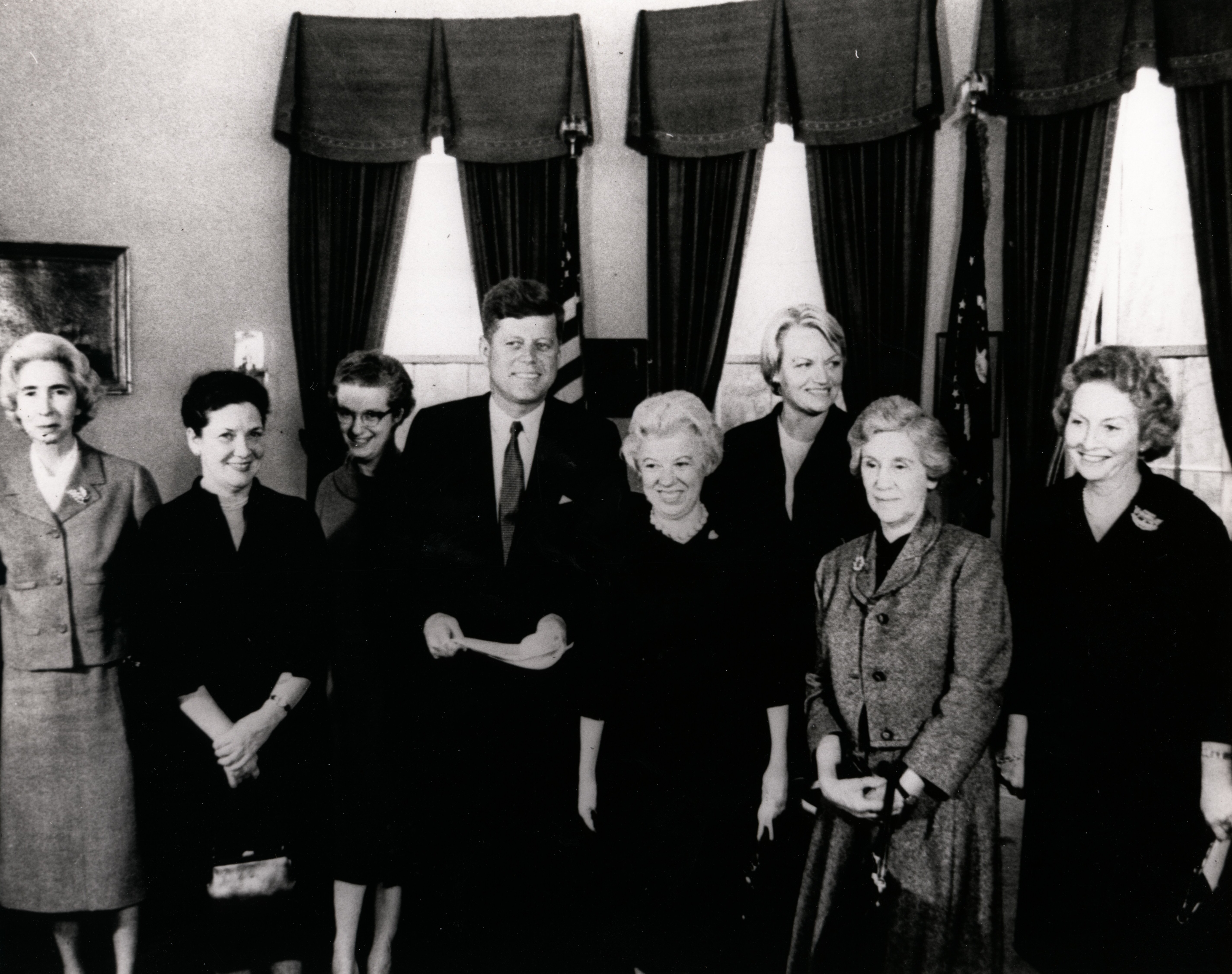
رئیس‌جمهور جان اف. کندی در ۲۲ فوریهٔ ۱۹۶۲ در دیدار با دریافت‌کنندگان جایزهٔ زن فدرال ۱۹۶۲ برای کمک‌های برجسته به دولت. از چپ به راست: دکتر الین آر. جینز، شیمی‌دان پژوهشی در وزارت کشاورزی؛ ایولین هریسون، معاون اداره برنامه‌ها و استاندارد در کمیسیون خدمات کشوری؛ دکتر نانسی گریس رومن، رئیس نجوم و فیزیک خورشیدی در اداره کل ملی هوانوردی و فضا (ناسا)؛ رئیس‌جمهور کندی؛ مارگارت اچ. براس، وکیل دادگستری؛ کاترین دبلیو. براکن، مدیر دفتر امور آمریکای مرکزی و پاناما در وزارت امور خارجه؛ دکتر تلما بی. دان، محقق سرطان در مؤسسهٔ ملی سرطان؛ کیتی لوخهایم، معاون دستیار وزیر امور خارجه در امور عمومی (همراهی‌کنندهٔ دریافت‌کنندگان). عکس گرفته شده در دفتر بیضی کاخ سفید در واشینگتن، دی.سی.

همتایان تلما برومفیلد، همزمان با تحصیل او در دانشگاه کرنل و دانشکدهٔ پزشکی دانشگاه ویرجینیا، او را به عضویت در انجمن‌های افتخاری فی بتا کاپا و آلفا امگا آلفا انتخاب کردند. در سال ۱۹۵۸، مؤسسهٔ ملی بهداشت دان را به‌عنوان یکی از شش عضو هیئت پزشکان زن برجستهٔ آمریکایی که برای تبادل اطلاعات و نظرات در مورد علم و سرطان به اتحاد جماهیر شوروی فرستاده شده بودند، انتخاب کرد. همچنین در سال ۱۹۵۸، انجمن زنان پزشکی آمریکا دان را به‌عنوان «زن سال» برای ناحیهٔ کلمبیا انتخاب کرد. در سال ۱۹۵۹، انجمن آسیب‌شناسان واشینگتن او را به‌عنوان رئیس این انجمن انتخاب کرد. در سال ۱۹۶۱، انجمن تحقیقات سرطان آمریکا نیز او را به ریاست خود انتخاب کرد. دان نخستین زنی بود که به ریاست هر دو سازمان انتخاب می‌شد. در سال ۱۹۶۲، دان به‌عنوان دریافت‌کنندهٔ جایزهٔ زن فدرال برای کمک‌های برجسته به دولت با جان اف. کندی ملاقات کرد.

## زندگی شخصی
تلما برومفیلد در سال ۱۹۲۹ با ویلیام لروی دان، که او نیز پزشک بود، ازدواج کرد. آنها سه فرزند داشتند. پسر آنها جان تورنتون دان (۱۹۳۲–۲۰۰۴) به یک محقق پزشکی برجسته در مطالعهٔ اختلالات تیروئید و بهداشت عمومی تبدیل شد. دبلیو. لروی دان، همسر تلما بی. دان، در سال ۱۹۸۲ درگذشت. خود او نیز در سال ۱۹۹۲ در سن ۹۲ سالگی در یک خانهٔ سالمندان در لینچبرگ، ویرجینیا درگذشت. مقالات او در دانشگاه ویرجینیا بایگانی شده‌اند.